# Pierre Legrand (peintre)
 (février 2025).
La mise en forme du texte ne suit pas les recommandations de Wikipédia : il faut le « wikifier ».
Les points d'amélioration suivants sont les cas les plus fréquents :
- Les titres sont pré-formatés par le logiciel. Ils ne sont ni en capitales, ni en gras.
- Le texte ne doit pas être écrit en capitales (les noms de famille non plus), ni en gras, ni en italique, ni en « petit »…
- Le gras n'est utilisé que pour surligner le titre de l'article dans l'introduction, une seule fois.
- L'italique est rarement utilisé : mots en langue étrangère, titres d'œuvres, noms de bateaux, etc.
- Les citations ne sont pas en italique mais en corps de texte normal. Elles sont entourées par des guillemets français : « et ».
- Les listes à puces sont à éviter, des paragraphes rédigés étant largement préférés. Les tableaux sont à réserver à la présentation de données structurées (résultats, etc.).
- Les appels de note de bas de page (petits chiffres en exposant, introduits par l'outil «  Source ») sont à placer entre la fin de phrase et le point final[comme ça].
- Les liens internes (vers d'autres articles de Wikipédia) sont à choisir avec parcimonie. Créez des liens vers des articles approfondissant le sujet. Les termes génériques sans rapport avec le sujet sont à éviter, ainsi que les répétitions de liens vers un même terme.
- Les liens externes sont à placer uniquement dans une section « Liens externes », à la fin de l'article. Ces liens sont à choisir avec parcimonie suivant les règles définies. Si un lien sert de source à l'article, son insertion dans le texte est à faire par les notes de bas de page.
- La présentation des références doit suivre les conventions bibliographiques. Il est recommandé d'utiliser les modèles {{Ouvrage}}, {{Chapitre}}, {{Article}}, {{Lien web}} et/ou {{Bibliographie}}. Le mode d'édition visuel peut mettre en forme automatiquement les références.
- Insérer une infobox (cadre d'informations à droite) n'est pas obligatoire pour parachever la mise en page.

Pour une aide détaillée, merci de consulter Aide:Wikification.
Si vous pensez que ces points ont été résolus, vous pouvez retirer ce bandeau et améliorer la mise en forme d'un autre article.
 (février 2025).
Pour les articles homonymes, voir Pierre Legrand et Legrand.
Pierre Legrand (Berneau, 1er octobre 1832 - Cluny, 18 septembre 1896) était un peintre et professeur belge, célèbre pour ses œuvres religieuses et ses portraits au XIXe siècle. Sa production artistique, fortement influencée par le néoclassicisme, se concentre principalement sur des thèmes religieux et des figures historiques, destinées aux églises de Belgique et de France.

## Biographie
Pierre Legrand est né à Berneau, le 1er octobre 1832, fils de Casimir Legrand, boulanger, et de Marie Dubois. Très tôt, il manifesta des aptitudes exceptionnelles pour le dessin, ce qui encouragea ses parents à le diriger vers une carrière artistique.
Il entra à l'Académie royale des beaux-arts de Liège en 1850, sous la direction de Lambert Herman. Legrand y remporta plusieurs prix prestigieux, notamment un premier prix en perspective et en archéologie.

## Carrière
Après ses études, Legrand s'installa à Bruxelles, où il continua sa carrière artistique, d'abord comme portraitiste. Cependant, il se tourna rapidement vers la peinture religieuse, réalisant plusieurs œuvres majeures pour les églises de Belgique et de France.
Parmi ses œuvres notables figure le Vœu de Sainte Philomène (1863), une peinture qui représente Sainte Philomène recevant une couronne de l'empereur Dioclétien. Ce tableau témoigne de l’habileté de Legrand à fusionner des thèmes religieux avec une précision technique propre au style néoclassique.
Legrand participa également à la décoration de l'abbaye du Val-Dieu, où il réalisa le portrait de Dom André Beeris, un personnage clé de l'abbaye.
C’est d’ailleurs à Cluny que l’artiste livre son œuvre la plus monumentale : une peinture murale représentant La Messe des défunts (1885-86) dans la chapelle des Âmes du Purgatoire de l’église Saint-Pierre de Mâcon. Placée au fond du petit sanctuaire, l’œuvre est encore dans un fort bon état de conservation. Elle montre un prêtre identifié comme l’abbé Dory, commanditaire de la peinture en souvenir de ses parents, au moment de l'Élévation. Derrière lui se prosternent une assemblée de chrétiens en habits de deuil. Le registre supérieur est scindé en deux par un vitrail qui montre la croix et deux citadins rappelant la destination funéraire de la chapelle. À droite, Legrand donne à voir la Sainte Trinité entourée de Marie en Immaculée Conception (elle repose sur un croissant) et Joseph (le personnage porte un lys) dans une composition inspirée des idées médiévales de Joseph à la place de Jean-Baptiste. Le groupe repose sur une plinthe de religieuses et d’ecclésiastiques répartis de part et d’autre d’un personnage féminin brandissant un sacré cœur; il doit s’agir de la visitandine Marguerite-Marie Alacoque. Ce sont eux (ils sont nimbés) passés auparavant à la pesée des âmes de l’archange Michel représenté à gauche du vitrail.

## Style artistique
Le style de Legrand s'inscrit dans la tradition néoclassique, marqué par une rigueur formelle et une attention particulière aux détails. Ses œuvres religieuses respectent les conventions artistiques du XIXe siècle, tout en exprimant une certaine originalité dans le traitement des sujets sacrés.
Il s’agit pour la plupart de gentils paysages sans grande originalité où l’artiste se révèle néanmoins maître de la technique de la peinture à l’eau. Autre branche de la production française: des faïences peintes (assiettes, bénitiers, petits tableaux…) le plus souvent décorées de paysages.

## Héritage
Pierre Legrand tenait un livre de raison recensant 293 de ses œuvres, bien que ce registre soit incomplet. Une grande partie de ses peintures se trouve dans des églises en Belgique et en France, et certaines sont conservées dans des musées tels que le Musée lapidaire.
Legrand est décédé à Cluny le 18 septembre 1896, après avoir été frappé par une attaque de paralysie.

## Œuvres notables
- Vœu de Sainte Philomène (1863)
- Portrait de Dom André Beeris à l'abbaye de Val Dieu
- La messe des défunts (1885/86) à l’église Saint-Pierre de Mâcon
- Plusieurs chemins de croix pour les églises de Berneau, Mouland et Peer